# شکاردره
شکاردره (به انگلیسی: Shakardara) یک منطقهٔ مسکونی در پاکستان است که در خیبر پختونخوا واقع شده‌است.